# حشمونیان
دودمان حَشمونی سلسله حاکم بر یهودیه و مناطق مجاور آن در دوران باستان بود. این دودمان از ۱۴۰ پیش از میلاد تا ۱۱۶ پیش از میلاد به طور نیمه‌خودگردان اما وابسته به سلوکیان در منطقه یهودیه فرمانروایی کرد. از سال ۱۱۰ پیش از میلاد و هم‌زمان با فروپاشی امپراتوری سلوکی، سلسله حشمونی نیز مستقل شده و محدوده زیر سلطه خود را گسترش داد. در سال ۶۳ پیش از میلاد پادشاهی حشمونی به تسخیر جمهوری روم درآمده و پس از تقسیم قلمروی آن به چند قطعه به عنوان دودمانی وابسته به روم درآمد.
دودمان حشمونی ۱۰۳ سال باقی بود تا این‌که در ۳۷ پیش از میلاد جای خود را به فرمانروایی هیرود، پادشاهی مقتدر و ظالم داد که ظاهراً حاکمی مستقل بود، اما در واقع به عنوان شاهزادهٔ مشاور روم عمل می‌کرد.
حشمونیان کاهن بودند. اما اعمال نقش آنان به عنوان حاکم، به واسطهٔ کهانت آنان نبود؛ بنابراین نمی‌توان آنها را به انحراف از قانون قدیم که به وسیلهٔ آن، کهانت به معنای دقیق کلمه از قدرت سیاسی تفکیک شده بود، متهم کرد. به همین دلیل فریسیان از شاه حشمونی الکساندر یانیوس نخواستند که کهانت اعظم را بپذیرد، بلکه خواستند که تنها، پادشاه باشد.

## نگارخانه

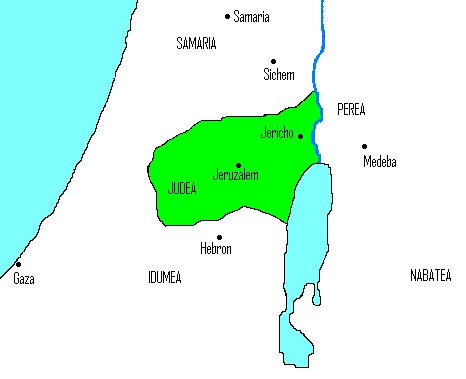
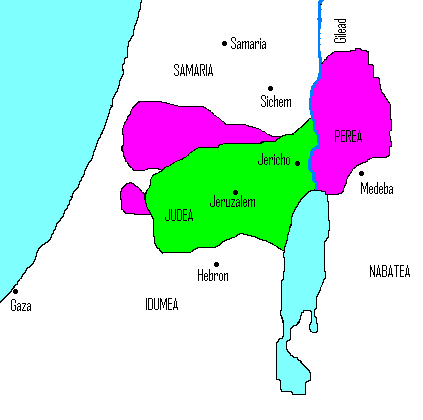
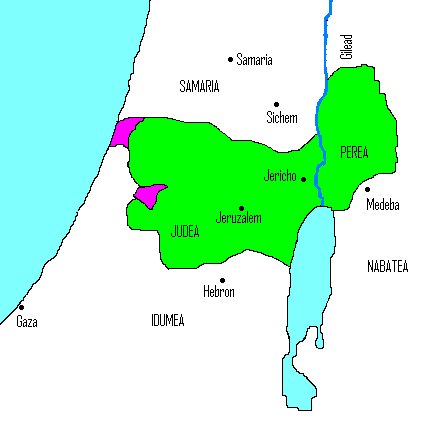
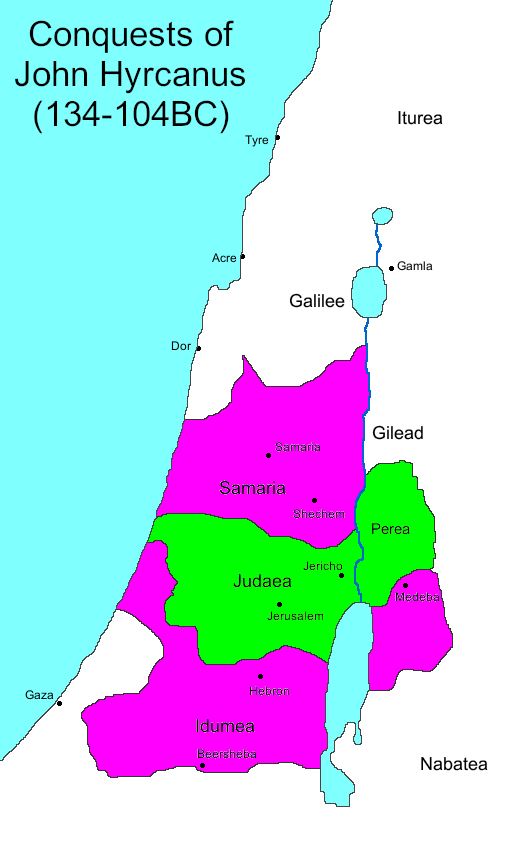
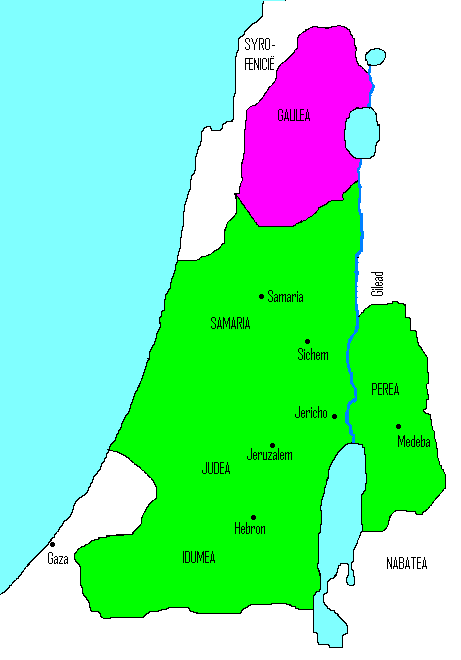
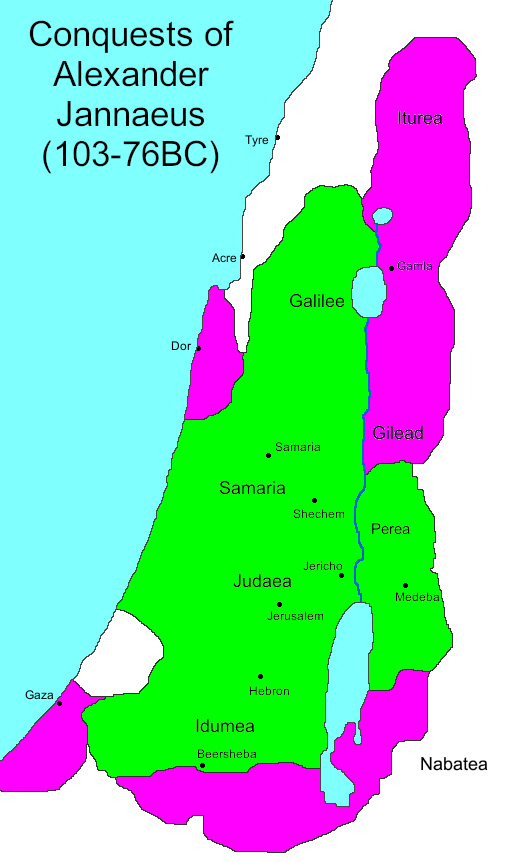
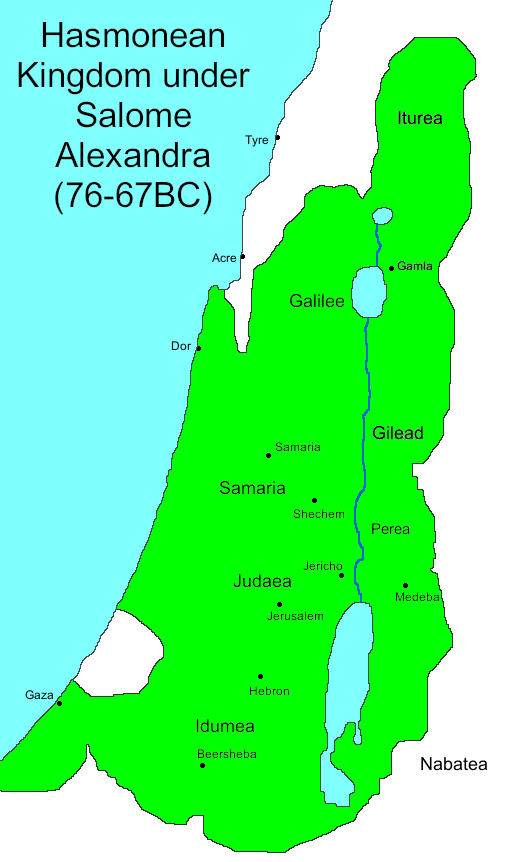
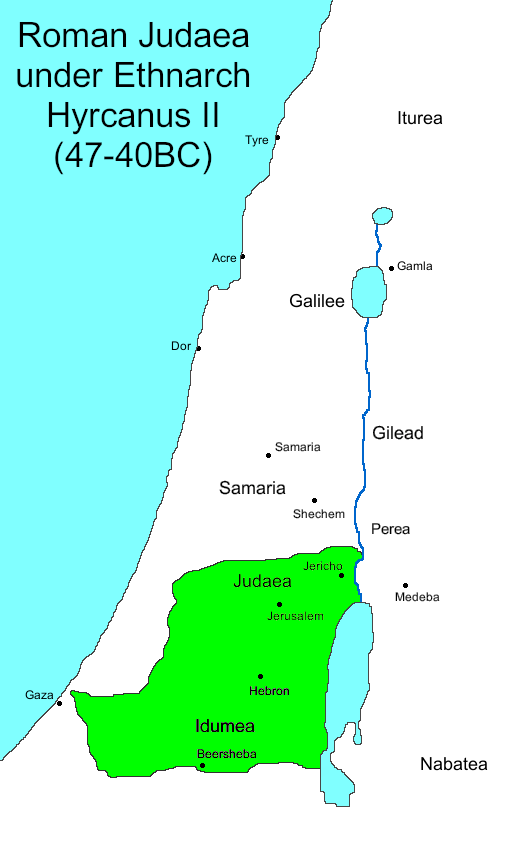